# Абрамов, Николай Васильевич (генерал-майор)
Никола́й Васи́льевич Абра́мов (октябрь 1905 — 11 марта 1964) — советский военный политработник.

## Биография
Родился в октябре 1905 г. в г. Моршанск Моршанского уезда Тамбовской губернии Российской империи (ныне Тамбовской области). По национальности русский. Член ВКП(б).
В марте 1921 г. призван Моршанским военкоматом в РККА. Участвовал в Гражданской войне в России, в советской-финляндской войне, в боях у озера Хасан и боях у Халхин-Гола.
В 1938 г. заместитель начальника отдела кадров политуправления РККА, затем начальник отдела кадров 3-го управления Народного комиссариата обороны СССР.
Великая Отечественная война
С 13 июля 1941 г. Член Военного совета 30-й армии. С 10 января 1942 г. Член Военного совета 28-й армии. С 1 августа 1942 г. Член Военного совета 1-й гвардейской армии. В связи с введением в октябре 1942 г. в Вооружённых силах СССР единоначалия и отменой института военных комиссаров был переаттестован в генерал-майора. С 01 декабря 1942 г. Член Военного совета Уральского военного округа.
Послевоенная служба
С 9 июля 1945 г. Член Военного совета Приволжского военного округа.
С 6 января 1952 г. в отставке. Умер 11 марта 1964 г. Похоронен г. Ростов-на-Дону на Северном городском кладбище.

## Воинские звания
Полковой комиссар
Бригадный комиссар — 31.12.1938 (приказ НКО № 2216/п от 31.12.1938)
Дивизионный комиссар — лето 1942 г.
Генерал-майор — 20.12.1942 (приказ НКО № 1988 от 20.12.1942)

## Награды
Орден Ленина (19.11.1951);
Орден Красной Звезды (21.05.1940, 03.11.1944);
Орден Красного Знамени (02.02.1942, 05.11.1946);
Медаль «За оборону Сталинграда» (22.12.1942);
Медаль «За оборону Москвы» (01.05.1944);
Медаль «За победу над Германией в Великой Отечественной войне 1941–1945 гг.».